# Rue Queen
 (juin 2021).
La mise en forme du texte ne suit pas les recommandations de Wikipédia : il faut le « wikifier ».
Les points d'amélioration suivants sont les cas les plus fréquents :
- Les titres sont pré-formatés par le logiciel. Ils ne sont ni en capitales, ni en gras.
- Le texte ne doit pas être écrit en capitales (les noms de famille non plus), ni en gras, ni en italique, ni en « petit »…
- Le gras n'est utilisé que pour surligner le titre de l'article dans l'introduction, une seule fois.
- L'italique est rarement utilisé : mots en langue étrangère, titres d'œuvres, noms de bateaux, etc.
- Les citations ne sont pas en italique mais en corps de texte normal. Elles sont entourées par des guillemets français : « et ».
- Les listes à puces sont à éviter, des paragraphes rédigés étant largement préférés. Les tableaux sont à réserver à la présentation de données structurées (résultats, etc.).
- Les appels de note de bas de page (petits chiffres en exposant, introduits par l'outil «  Source ») sont à placer entre la fin de phrase et le point final[comme ça].
- Les liens internes (vers d'autres articles de Wikipédia) sont à choisir avec parcimonie. Créez des liens vers des articles approfondissant le sujet. Les termes génériques sans rapport avec le sujet sont à éviter, ainsi que les répétitions de liens vers un même terme.
- Les liens externes sont à placer uniquement dans une section « Liens externes », à la fin de l'article. Ces liens sont à choisir avec parcimonie suivant les règles définies. Si un lien sert de source à l'article, son insertion dans le texte est à faire par les notes de bas de page.
- La présentation des références doit suivre les conventions bibliographiques. Il est recommandé d'utiliser les modèles {{Ouvrage}}, {{Chapitre}}, {{Article}}, {{Lien web}} et/ou {{Bibliographie}}. Le mode d'édition visuel peut mettre en forme automatiquement les références.
- Insérer une infobox (cadre d'informations à droite) n'est pas obligatoire pour parachever la mise en page.

Pour une aide détaillée, merci de consulter Aide:Wikification.
Si vous pensez que ces points ont été résolus, vous pouvez retirer ce bandeau et améliorer la mise en forme d'un autre article.
La rue Queen est une route principale située au centre-ville d'Ottawa, Ontario, Canada. La rue est bidirectionnelle et est à deux voies.  La ligne de la Confédération passe maintenant sous la rue Queen,.

## Description
La rue Queen ne fait que 1,4 km de long, un peu plus long que la fameuse rue Sparks. À l'est, la rue commence à la rue Elgin. Vers l'ouest, la rue a deux voies dans chaque direction. La route est entourée de gratte-ciel, dont plusieurs sont utilisés par le gouvernement fédéral.

### Lieu d'un ancien enterrement
Alors que les conduites hydrauliques principales de la rue Queen étaient en remplacement en 2013, les travailleurs ont découvert plusieurs os humains et plus tard un lieu d'enterrement historique, le plus ancien cimetière chrétien d'Ottawa, datant d'environ 1828 à 1845. Les archéologues ont trouvé les corps de 19 personnes et soupçonnent qu'environ 500 personnes sont enterrées à cet endroit. Ils croient que beaucoup d'entre eux étaient des ouvriers qui construisaient le canal Rideau,.

## Transport public
Le circuit 10 traverse la rue Queen de la rue Bay jusqu'à la rue Elgin en direction est, puis traverse la rue Elgin jusqu'à la rue Lyon en direction ouest. De plus, le circuit 16 traverse la rue Queen de la rue Bay jusqu'à la rue O'Connor en direction est, puis traverse la rue Elgin jusqu'à la rue Lyon en direction ouest. La rue a aussi les circuits 6 et 7 de la rue Bank à la rue Elgin,. Les stations Lyon et Parlement de la ligne de la Confédération se trouvent aussi sur la rue Queen.
| Route                     | Direction    | Limite à l’est | Limite à l’ouest |
| ------------------------- | ------------ | -------------- | ---------------- |
| Ligne de la Confédération | Deux sens    | Rue Elgin      | Avenue Bronson   |
| 6                         | Deux sens    | Rue Elgin      | Rue Bank         |
| 7                         | Deux sens    | Rue Elgin      | Rue Bank         |
| 10                        | Vers l'est   | Rue Elgin      | Rue Bay          |
| 10                        | Vers l'ouest | Rue Elgin      | Rue Lyon         |
| 16                        | Vers l'est   | Rue O'Connor   | Rue Bay          |
| 16                        | Vers l'ouest | Rue Elgin      | Rue Lyon         |